# Безступенева трансмісія

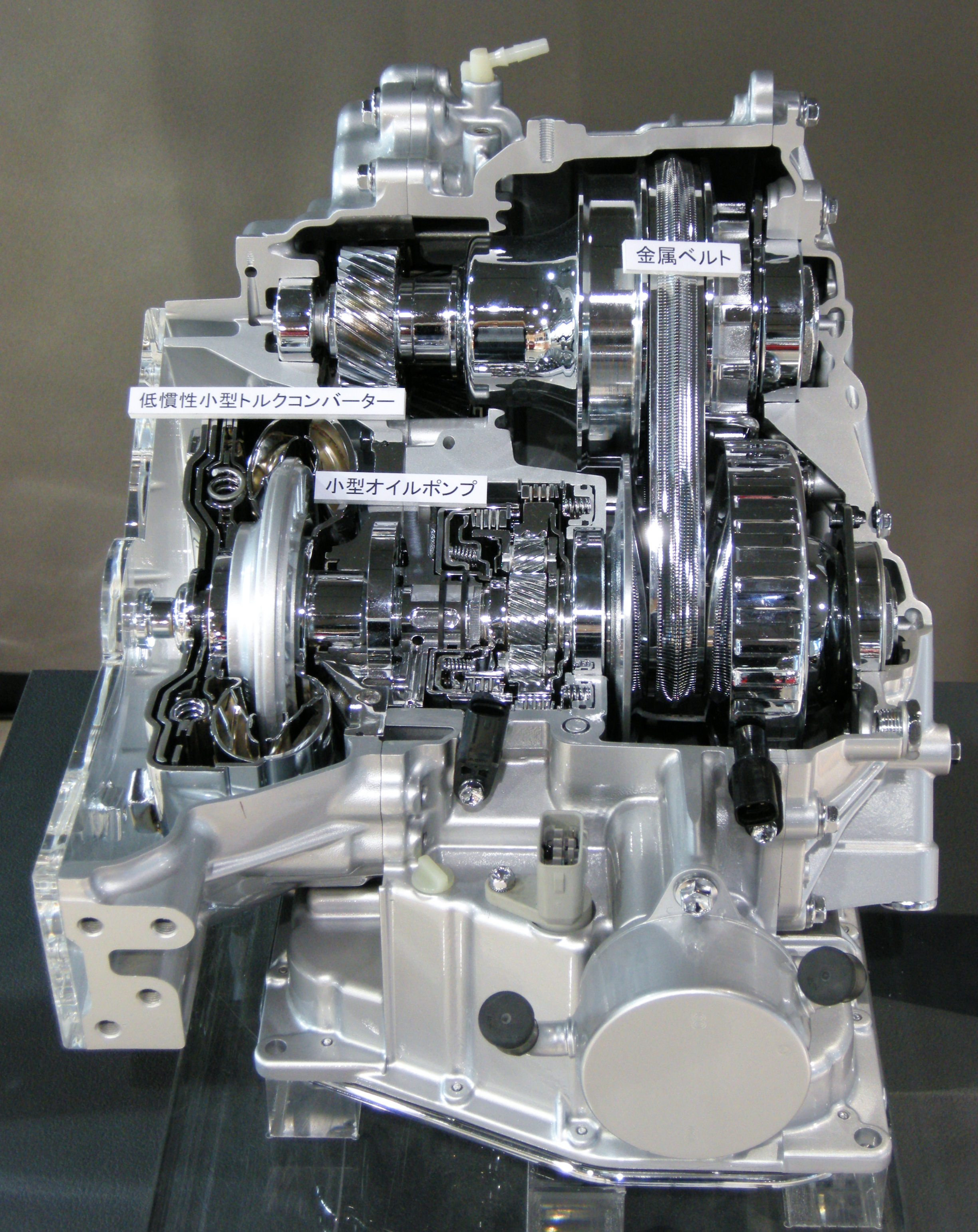
CVT Toyota.

Безступенева трансмісія (англ. Continuously Variable Transmission, CVT) — вид трансмісії (передавального пристрою між двигуном і рушієм (колесами, гребним гвинтом і т. ін.)), яка здатна плавно змінювати коефіцієнт передачі (відношення швидкостей обертання і моментів, що обертають двигуна і рушія) у всьому робочому діапазоні швидкостей і тягових зусиль.

## Типи безступінчатих трансмісій
Безступінчаті трансмісії, як правило, класифікуються за типом передачі, що забезпечує безступінчасте зміна коефіцієнта передачі:
- Електрична передача — двигун обертає генератор, електромотори — колеса (автомобілі Бєлаз, трактор ДЕТ-250, ЗІС-154).
- Гідрооб'ємна передача — двигун обертає регульований гідронасос, потік масла по трубках подається в гідромотори, що обертають колеса (зернозбиральні комбайни Дон-1500).
- Гідродинамічна передача, або гідротрансформатор — пристрій з розташованих відповідно коліс з лопатками, перекидають масло між колесами. Добре поєднується з характеристиками ДВЗ, автоматично змінюючи передавальне число, однак збільшення моменту незначне (до 2,5) та вимагає додаткової коробки передач (застосовується в більшості автоматичних коробок передач легкових автомобілів і автобусів).
- Варіатор — механічна передача, заснована для передачі обертання (моменту) тертям через проміжне тіло (ремінь, ролик, кулька), яке можна переводити в будь-яку точку змінного радіуса ведучого і / або веденого коліс, отримуючи зміну передавального відношення. Найбільшого поширення набув «клиноремінний варіатор» (застосовується в зернозбиральних комбайнах «Нива», деяких моделях сучасних легкових автомобілів, скутерах).
- Комбінована трансмісія — основний момент передається через звичайні механічні передачі, а менша частина моменту — безступінчато, що дозволяє до певної міри поєднати якості різних типів передач.

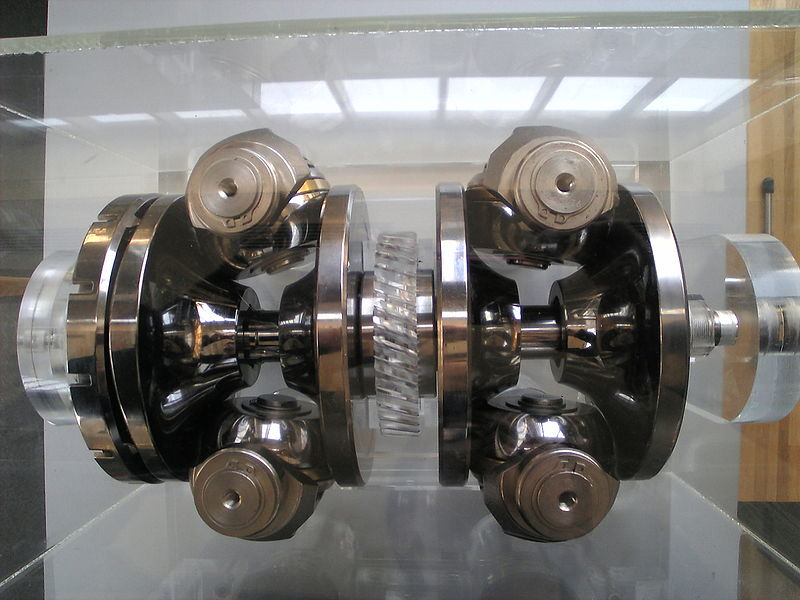
Тороїдальний варіатор

- Тороїдальний варіаторТороїдальні варіатори, що використовувались у Nissan Cedric 1999 (Y34), складаються з серії дисків та роликів. Диски можна зобразити у вигляді двох майже конічних частин, направлених в одну точку, з боковими частинами, витягнутими таким чином, щоб ці дві частини могли заповнити центральний отвір тора. Один диск - це вхід, а інший - вихід. Між дисками є ролики, які змінюють співвідношення і передають потужність з одного боку на інший. Коли вісь ролика перпендикулярна до осі дисків, ефективний діаметр однаковий для вхідних та вихідних дисків, що призводить до співвідношення приводу 1: 1. Для інших співвідношень ролики переміщуються вздовж осі дисків, в результаті чого ролики контактують з дисками в точці, яка має більший або менший діаметр, що дає передавальне відношення чогось іншого, ніж 1: 1.   Перевагою тороїдального варіатора є здатність витримувати більші крутні моменти, ніж варіатор на основі шківа. У деяких тороїдальних системах напрямок тяги може змінюватися в межах варіатора, усуваючи необхідність у зовнішньому пристрої для забезпечення передачі заднього ходу.